# International Standard Musical Work Code

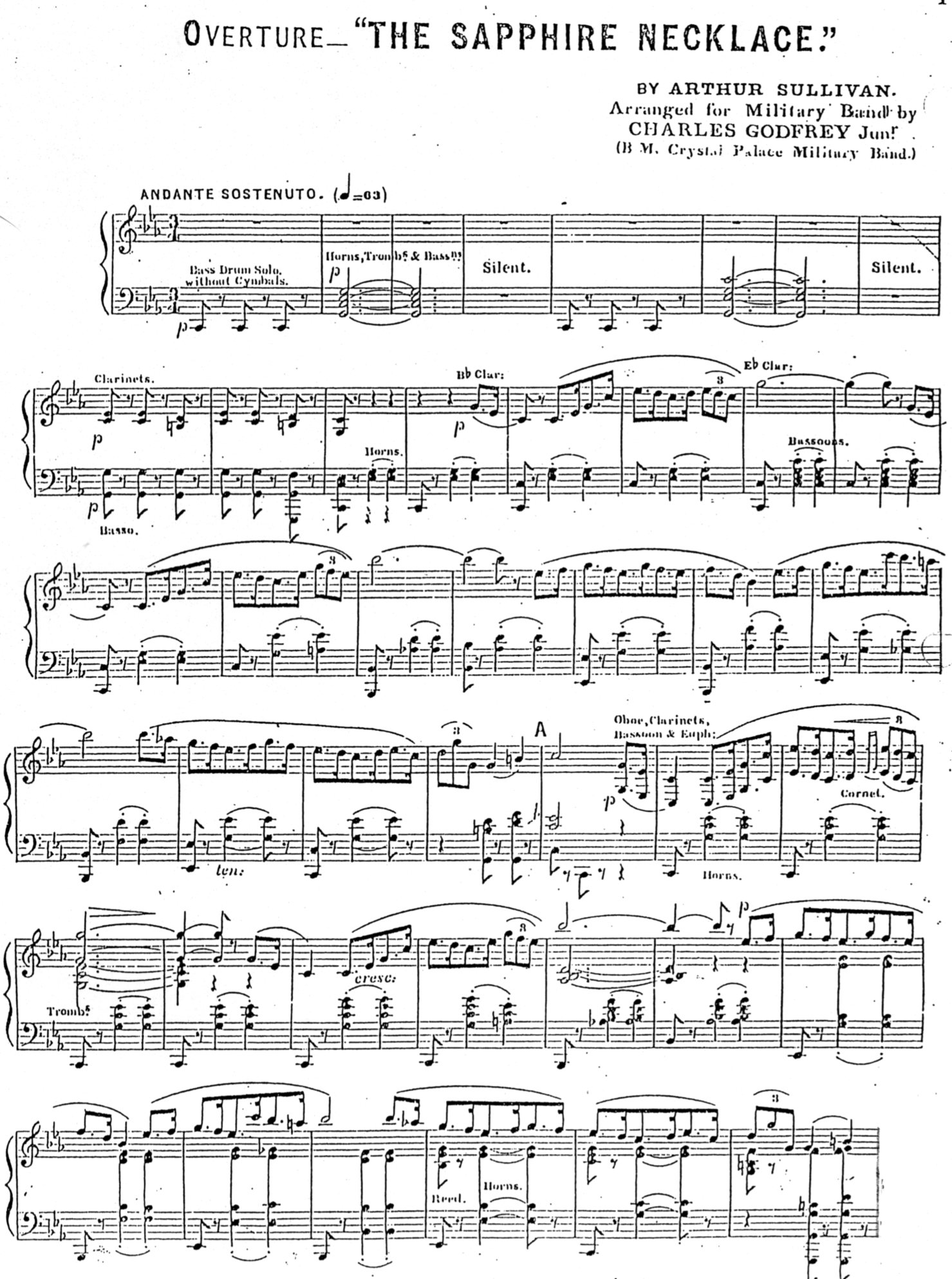
El ISWC es un número de registro concedido por las entidades de gestión de derechos para el seguimiento internacional de las obras musicales.

El ISWC (acrónimo inglés de International Standard Musical Work Code) es el número de referencia internacional (licencia) para la identificación y comercialización de obras musicales.

## Origen y funciones
El ISWC es parte del plan CIS (Common Information System) del CISAC, que la confederación de sociedades de protección de derechos de los autores ha desarrollado para responder a las necesidades de información en la era digital. Ha sido aprobado por la ISO (acrónimo inglés de International Organization for Standardization, al español Organización Internacional de Estandarización) y existe una regulación que define la forma en que el ISWC debe de estar estructurado, así como las normas de emisión y aplicación.
El ISWC no identifica grabaciones, partituras o cualquier otro tipo de rendimiento asociados con la obra musical. Por otra parte, el ISWC no indica los compositores o titulares de derechos de autor de la obra, ni la fecha o lugar donde el trabajo fue inicialmente publicado. 
Todos los ISWC comienzan por la letra T, seguida de nueve números y un dígito de control al final (Formato: T-123456789-1). Los números de licencia ISWC son asignados por las sociedades de protección de derechos (Sgae, en España) sólo cuando el creador está debidamente identificado.
La Agencia Internacional ISWC, designada por la norma ISO, es la responsable de los sistemas de mantenimiento y administración. La Agencia Internacional ISWC nombrará y supervisará la labor de los entes regionales y/o locales ISWC. Estos organismos están autorizados para recibir y tramitar las solicitudes ISWC y para asignar los números ISWC a las obras musicales. Una agencia ISWC local asigna los números ISWC a las obras bajo su autoridad. Se administra una base de datos para los números asignados ISWC y sus correspondientes metadatos.  Asimismo, disponen de una red de información ISWC con otros organismos ISWC locales y las sociedades.

## Central ISWC
La central se encuentra en Francia:

AGENCIA INTERNATIONALE ISWC 
© CISAC - International Confederation of Societies of Authors and Composers 
20/26, bd du Parc 92200 Neuilly sur Seine - FRANCIA
Tel : +33 1 55 62 08 50 - Fax : +33 1 55 62 08 60 - e-mail : info@iswc.org